# Zograf Peak
Zograf Peak är en bergstopp i Antarktis. Den ligger i Sydshetlandsöarna. Argentina, Chile och Storbritannien gör anspråk på området. Toppen på Zograf Peak är 798 meter över havet.
Terrängen runt Zograf Peak är kuperad åt nordväst, men åt sydost är den bergig. Trakten är glest befolkad. Närmaste befolkade plats är St. Kliment Ohridski Base, 10,4 kilometer väster om Zograf Peak. 